# Green Light (singel Lorde)
Green Light – utwór nowozelandzkiej piosenkarki Lorde. Utwór wydany został 3 marca 2017 roku przez wytwórnię płytową Universal Music Group jako pierwszy singel z drugiego albumu studyjnego zatytułowanego Melodrama.